# همايون إرشادي
همايون إرشادي هو مهندس معماري وممثل إيراني، ولد في 25 مارس 1947 بأصفهان في إيران.

## أعمال

### أفلام
- (1997) طعم الكرز[4]
- (2007) عداء الطائرة الورقية
- (2009) آغورا[5][6]
- (2012) 30 دقيقة بعد منتصف الليل[7]
- (2014) أخطر الرجال المطلوبين[8][9]

## وصلات خارجية
- همايون إرشادي على موقع IMDb (الإنجليزية)
- همايون إرشادي على موقع قاعدة بيانات الأفلام العربية
- همايون إرشادي على موقع ألو سيني (الفرنسية)
- همايون إرشادي على موقع أول موفي (الإنجليزية)
- همايون إرشادي على موقع قاعدة بيانات الأفلام السويدية (السويدية)
- همايون إرشادي على موقع قاعدة بيانات الأفلام السويدية (السويدية)
- همايون إرشادي على موقع قاعدة بيانات الفيلم (الإنجليزية)
- همايون إرشادي على موقع كينوبويسك (الروسية)